# Llaveia mexicanorum
Llaveia mexicanorum är en insektsart som först beskrevs av Cockerell 1898.  Llaveia mexicanorum ingår i släktet Llaveia och familjen pärlsköldlöss. Inga underarter finns listade i Catalogue of Life.